# Johannes Leunis
Johannes Matthias Joseph Leunis, född den 2 juni 1802 vid Hildesheim, död där den 30 april 1873, var en tysk naturforskare.  
Leunis, som var romersk-katolsk präst, gjorde sig förtjänt genom utgivandet av flera på sin tid mycket använda läro- och handböcker i naturvetenskap, såsom Synopsis der drei naturreiche (3 delar, 1844-46), Schulnaturgeschichte (3 delar, 1848-52), Analytischer leitfaden für den ersten wissenschaftlichen unterricht in der naturgeschichte (1852-53), som alla utkom i många upplagor. 1905 restes en minnesvård över Leunis i Hildesheim.
Auktorsnamnet Leunis kan användas för Johannes Leunis i samband med ett vetenskapligt namn inom botaniken; se Wikipediaartiklar som länkar till auktorsnamnet.